# Daimler Ferret
 (septembre 2024).
Si vous disposez d'ouvrages ou d'articles de référence ou si vous connaissez des sites web de qualité traitant du thème abordé ici, merci de compléter l'article en donnant les références utiles à sa vérifiabilité et en les liant à la section « Notes et références ».
L’automitrailleuse Daimler Ferret (également surnommée « scout car ») est un véhicule militaire blindé conçu et produit comme véhicule de reconnaissance blindée. Les Daimler Ferret furent produits entre 1952 et 1971 par l’entreprise britannique Daimler Motor Company. Ils viennent remplacer les Daimler Dingo. 

## Production

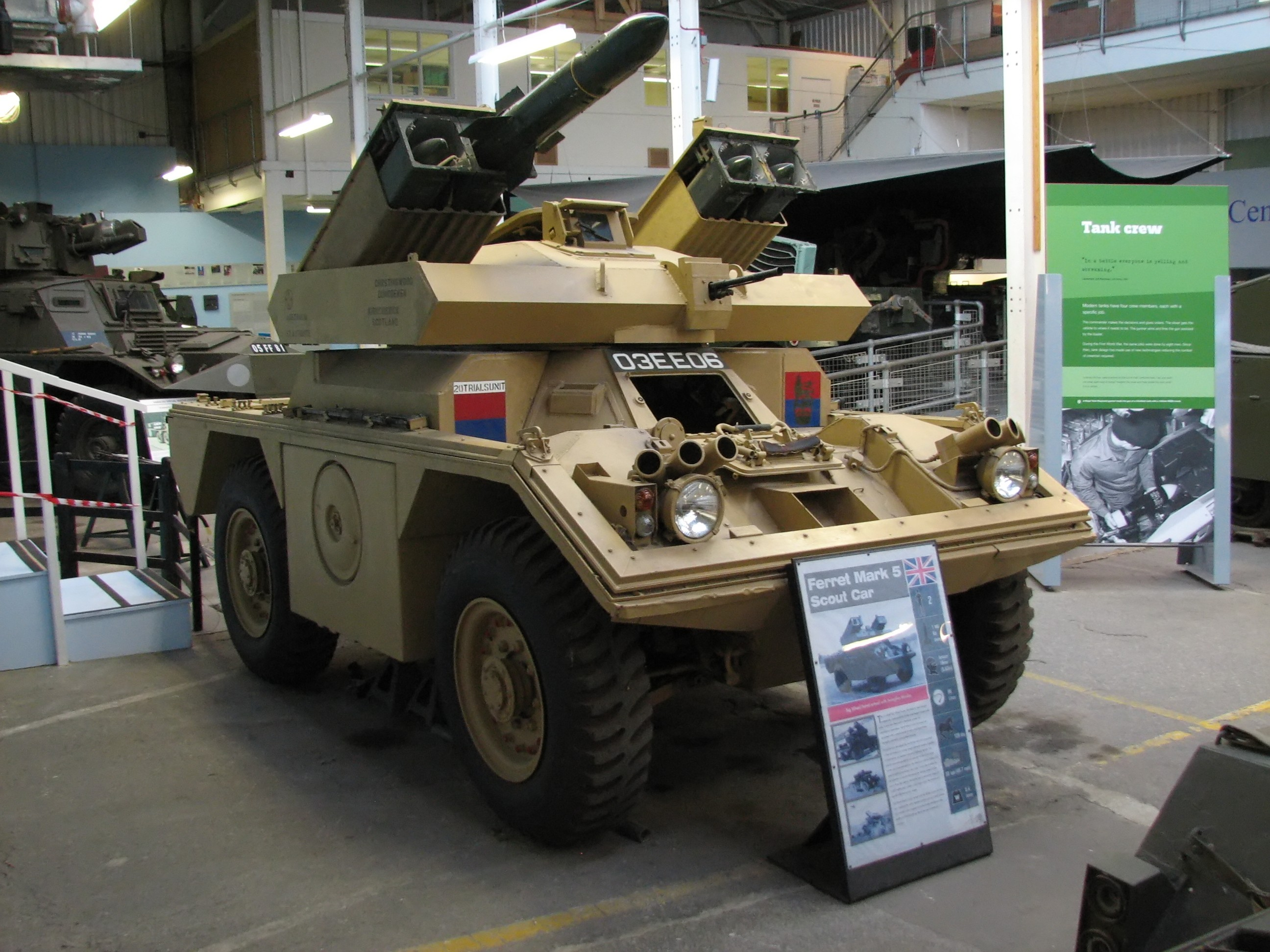
Daimler Ferret Mk5 avec un poste de tir quadruple Swingfire dans un musée.

Plus de 4 400 Ferret sont sorties d'usine en version Mk1, Mk2, Mk3, Mk3, Mk4, Mk5 et Ferret 80. Les différences viennent de la nature de l'armement, de la présence ou non d'une tourelle ou de la motorisation. Certaines ont même reçu un poste de tir de missile antichar Vickers Vigilant puis Swingfire.

## La Ferret au combat
Les régiments de l’Armée de terre britannique se trouvèrent largement dotés de cette automitrailleuse, et elle fut également en service au sein de nombreuses forces armées du Commonwealth tout au long de cette période.
La France l’utilisa également en Algérie avant de la remplacer par un véhicule de conception nationale, la Panhard AML 60.

## Utilisateurs
- Australie
- Canada : 124, (1954-1981)
- France (guerre d'Algérie)
- Indonésie
- Liban
- Malaisie
- Népal : 40
- Nouvelle-Zélande
- Malawi : 8
- Philippines
- Portugal
- Afrique du Sud
- Sri Lanka
- Soudan
- Royaume-Uni
- Saint-Christophe-et-Niévès : 3